# Belinda Goss
Pour les articles homonymes, voir Goss.
Belinda Goss née le 6 janvier 1984 à Devonport (Tasmanie) est une coureuse cycliste australienne. Elle est spécialiste de la piste.

## Palmarès sur piste

### Championnats du monde
- 2002 (juniors)
  -  Médaillée de bronze du scratch

- Manchester 2008
  -  Médaillée de bronze du scratch

- Pruszkow 2009
  -  Médaillée de bronze du scratch
  - 5e de la course aux points

- Ballerup 2010
  -  Médaillée de bronze du scratch

### Coupe du monde
- 2005-2006
  - 3e du scratch à Moscou

- 2006-2007
  - 2e de la course aux points à Manchester
  - 2e du scratch à Manchester

- 2007-2008
  - 2e de la poursuite par équipes à Sydney
  - 2e du scratch à Pékin

- 2008-2009
  - 3e de la course aux points à Melbourne
  - 3e du scratch à Pékin

- 2009-2010
  - 1re du scratch à Manchester
  - 3e de la poursuite par équipes à Manchester

### Jeux océaniens
- 2004
  -  Médaillée d'or de la course aux points
  -  Médaillée d'or du scratch
  -  Médaillée de bronze du keirin

### Championnats d'Australie
- Championne d'Australie de course aux points : 2007, 2008, 2009 et 2010
- Championne d'Australie de scratch : 2010

## Palmarès sur route
- 2004
  - 4e étape du Geelong Tour

- 2006
  - 3e de la Bay Classic

- 2007
  - 2e étape de la Bay Classic
  - 2e et 3e étapes du Tour de l'île de Chongming
  - 2e de la Bay Classic
  - 3e du Tour de l'île de Chongming

- 2008
  - 2e de la Bay Classic

### Classements mondiaux
| Année                                 | 2011 | 2012 |
| ------------------------------------- | ---- | ---- |
| Classement UCI                        | 79e  | 228e |
|                                       |      |      |
| Légende : nc = non classéSource : UCI |      |      |